# Semoy
Semoy és un municipi al departament del Loiret (regió de Centre – Vall del Loira, França). L'any 2007 tenia 2.926 habitants.

## Demografia

### Població
El 2007 la població de fet de Semoy era de 2.926 persones. Hi havia 1.053 famílies, de les quals 171 eren unipersonals (71 homes vivint sols i 100 dones vivint soles), 331 parelles sense fills, 483 parelles amb fills i 68 famílies monoparentals amb fills.
La població ha evolucionat segons el següent gràfic:

### Habitatges
El 2007 hi havia 1.087 habitatges, 1.063 eren l'habitatge principal de la família, una era una segona residència i 23 estaven desocupats. 1.033 eren cases i 53 eren apartaments. Dels 1.063 habitatges principals, 887 estaven ocupats pels seus propietaris, 144 estaven llogats i ocupats pels llogaters i 32 estaven cedits a títol gratuït; una tenia una cambra, 19 en tenien dues, 97 en tenien tres, 273 en tenien quatre i 673 en tenien cinc o més. 941 habitatges disposaven pel capbaix d'una plaça de pàrquing. A 391 habitatges hi havia un automòbil i a 627 n'hi havia dos o més.

### Piràmide de població
La piràmide de població per edats i sexe el 2009 era:
| Homes | Edats   | Dones |
| ----- | ------- | ----- |
| 0     | 95 o +  | 0     |
| 0     | 90 a 94 | 12    |
| 8     | 85 a 89 | 12    |
| 16    | 80 a 84 | 12    |
| 20    | 75 a 79 | 20    |
| 28    | 70 a 74 | 52    |
| 60    | 65 a 69 | 44    |
| 56    | 60 a 64 | 52    |
| 68    | 55 a 59 | 80    |
| 100   | 50 a 54 | 104   |
| 112   | 45 a 49 | 112   |
| 128   | 40 a 44 | 132   |
| 164   | 35 a 39 | 152   |
| 96    | 30 a 34 | 100   |
| 76    | 25 a 29 | 60    |
| 72    | 20 a 24 | 48    |
| 88    | 15 a 19 | 120   |
| 124   | 10 a 14 | 144   |
| 128   | 5 a 9   | 128   |
| 88    | 0 a 4   | 80    |

## Economia
El 2007 la població en edat de treballar era de 1.982 persones, 1.459 eren actives i 523 eren inactives. De les 1.459 persones actives 1.380 estaven ocupades (707 homes i 673 dones) i 79 estaven aturades (36 homes i 43 dones). De les 523 persones inactives 197 estaven jubilades, 237 estaven estudiant i 89 estaven classificades com a «altres inactius».

### Ingressos
El 2009 a Semoy hi havia 1.094 unitats fiscals que integraven 3.114,5 persones, la mediana anual d'ingressos fiscals per persona era de 22.761 €.

### Activitats econòmiques
Dels 124 establiments que hi havia el 2007, un era d'una empresa alimentària, una empresa de fabricació de material elèctric, 1 d'una empresa de fabricació d'elements pel transport, 8 d'empreses de fabricació d'altres productes industrials, 18 d'empreses de construcció, 24 d'empreses de comerç i reparació d'automòbils, 12 d'empreses de transport, tres d'empreses d'hostatgeria i restauració, tres d'empreses d'informació i comunicació, 8 d'empreses financeres, 5 d'empreses immobiliàries, 18 d'empreses de serveis, 15 d'entitats de l'administració pública i 7 d'empreses classificades com a «altres activitats de serveis».
Dels 28 establiments de servei als particulars que hi havia el 2009, 1 era una oficina de correu, tres tallers de reparació d'automòbils i de material agrícola, 4 paletes, tres guixaires pintors, 2 fusteries, 4 lampisteries, 4 electricistes, tres perruqueries, 1 restaurant, 2 agències immobiliàries i 1 saló de bellesa.
Dels tres establiments comercials que hi havia el 2009, 1 era una botiga de més de 120 m², 1 una botiga de menys de 120 m² i 1 una joieria.
L'any 2000 a Semoy hi havia 11 explotacions agrícoles que ocupaven un total de 63 hectàrees.

## Equipaments sanitaris i escolars
El 2009 hi havia una farmàcia i una ambulància.
El 2009 hi havia una escola maternal i una escola elemental.

## Poblacions properes
El següent diagrama mostra les poblacions més properes.